# Галанов, Максим Николаевич
Макси́м Никола́евич Гала́нов (13 марта 1974, Красноярск) ― российский хоккеист и тренер.

## Биография
Воспитанник красноярской школы хоккея. Карьеру хоккеиста начал в тольяттинской «Ладе» в 1992 году.
В 1993 году был выбран «Нью-Йорк Рейнджерс» на драфте НХЛ под 61-м номером. Спустя два года уехал за океан, где, помимо «Рейнджерс», играл в «Питтсбурге», «Атланте» и «Тампе».
В России Галанов защищал цвета «Лады», «Северстали», «Нефтехимика» и новокузнецкого «Металлурга». В 2013 году стал генеральным менеджером «Сокола».
С марта 2021 года работает тренером защитников в «Соколе». В январе 2024 года стал исполняющим обязанности главного тренера подняв команду с 22 места на 15 (на 13.04.02), был утверждён главным тренером команды на сезон-2024/25.